# Josef Ettlinger
Josef Ettlinger (* 22. Oktober 1869 in Karlsruhe; † 2. Februar 1912 in Frankfurt am Main) war ein deutscher Literaturhistoriker, Kritiker, Journalist und Übersetzer.

## Leben
Josef Ettlinger war ein Sohn des Kaufmanns Moritz Maier und der Jeanette Arnstein. Der Familienname wurde später geändert. Ettlinger besuchte die Schule in Karlsruhe und studierte zunächst am Karlsruher Konservatorium Musik, wandte sich 1888 aber wegen eines Gehörleidens der Philologie in Straßburg zu. Er studierte außerdem in Berlin und wurde 1890 in Heidelberg mit einer Arbeit über Hofmann von Hofmannswaldau promoviert.
Im Jahr 1892 veröffentlichte er eine Übersetzung von Flauberts Roman „Madame Bovary“ und schrieb dazu ein Nachwort. Von April 1892 bis Neujahr 1895 war er Feuilleton-Redakteur der „Berliner Neuesten Nachrichten“. 1893 rief er das „Salon–Feuilleton“ ins Leben, das nicht als Publikumszeitschrift erschien, sondern ausschließlich Tageszeitungen und Zeitschriften mit Feuilletonartikeln versorgen sollte. Dieses zunächst aus privaten Mitteln finanzierte Projekt  übernahm bald darauf Friedrich Fontane, wo es unter der Redaktion Ettlingers bis 1912 vertrieben wurde.
Ettlinger war 1898 Gründer, Herausgeber und (bis 1911) Redakteur der Halbmonatsschrift „Das literarische Echo“, die zuerst im Verlag von Friedrich Fontane, dann im Verlag von Egon Fleischel erschien und 1922 an die Deutschen Verlagsanstalt in Stuttgart überging. Sie war vor dem Ersten Weltkrieg eines der wichtigsten Rezensionsorgane für zeitgenössische deutsche Literatur.
Seit 1902 leitete Ettlinger in Berlin den Verein Neue Freie Volksbühne, der während seines Vorsitzes bis 1911 von 1.800 auf 50.000 Mitglieder anwuchs. 1911 wurde Ettlinger Feuilleton-Redakteur der „Frankfurter Zeitung“ und zog von Berlin nach Frankfurt, wo er bald nach der Übernahme seiner neuen Aufgabe starb. Beigesetzt wurde er in Karlsruhe.

## Werke
- Christian Hofman von Hofmanswaldau. Ein Beitrag zur Literaturgeschichte des siebzehnten Jahrhunderts (1891)
- Benjamin Constant. Der Roman eines Lebens. Fleischel, Berlin, 1909
- Theodor Fontane. Ein Essai. Berlin, [1904]

Übersetzungen
- Gustave Flaubert: Madame Bovary. Ein Sittenbild aus der Provinz. Mit einem Nachwort. Pierson, Dresden u. Leipzig, 1892
- Benjamin Constant: Adolphe. Roman. Deutsch bearbeitet von Josef Ettlinger. Hendel, Halle, 1898. (Bibliothek der Gesamtliteratur des In- und Auslandes. Nr. 1197–1199)

Herausgeber
- Theodor Fontane: Aus dem Nachlaß. Berlin, 1908